# Stefan Poduška von Martinitz
Stefan Poduška von Martinitz (auch Stephan Poduschka von Martinitz; tschechisch Štěpán Poduška z Martinic; † 11. Juni 1397 auf Burg Karlstein) war königlicher Rat und Günstling des böhmischen Königs Wenzel IV. sowie Landeshauptmann von Glatz und Landeshauptmann von Frankenstein.

## Leben
Stefan Poduška von Martinitz entstammte dem böhmischen Adelsgeschlecht von Martinitz. Von 1385 bis 1388 hatte er das Amt des Glatzer und von 1388 bis 1397 des Frankensteiner Landeshauptmanns inne. Als königlicher Rat gehörte er zu den Günstlingen des Königs Wenzel IV.
1397 wurde Wenzel von hochadeligen Räten unter der Führung des Herzogs Johann II. von Troppau-Ratibor, der das Amt des Karlsteiner Burggrafen versah, getadelt, seine Aufgaben als Römisch-deutscher König zu vernachlässigen und gleichzeitig aufgefordert, einen Reichstag einzuberufen. Die Beschuldigungen wurden Wenzels Räten und Günstlingen Štěpán Poduška von Martinitz, Štěpán von Opočno, Burkhard Strnad von Janowitz und dem Prior des Johanniterordens Marquard von Strakonitz zur Last gelegt. Nachdem diese weiterhin den Forderungen Johanns von Troppau-Ratibor im Wege standen, lud er sie am 11. Juni 1397 zu einem Gastmahl auf die Burg Karlstein. Dort begrüßte er sie mit dem Ruf „Ihr, Herren, habt Tag und Nacht unserem Herrn König geraten, sich nicht um das deutsche Land zu kümmern, weil Ihr ihn um das Amt des Römisch-deutschen Königs bringen wolltet!“. Anschließend ließ er sie ermorden.